# Rómeó Vérzik
A Rómeó Vérzik egy felvidéki magyar rock-, (dirty) rock and roll zenét játszó zenekar.

## Története

### Kezdetek
1995 nyarán Egerben Kovács László (Kova) papírra vetette a Rómeó Vérzik című dal szövegét, melyet egy amerikai film ihletett. Ez év szeptemberében Kovács Koppánynak megmutatta a szöveget, a „szavakat” tettek, dallamok, próbák és készülő szerzemények követték.
Az első fellépés 1995. december 22-én a somorjai Piton bárban történt.
1996 tavaszától Gibbó a (zenekar menedzsere) és Barak István felvidéki koncertszervezőnek köszönhetően olyan zenekarok előtt sikerül debütálni, mint pl.:Tankcsapda, Sing-Sing, Beatrice, Sziámi, Fahrenheit és még sokan mások. 1996-ban megjelenik az első demó Fest majd egy embert címmel. 1996-tól 1998-ig folyamatos a próbálás, a koncertezés. 1998-ban jelent meg a második demókazetta Íme az ember címmel. 1998-ban Kova és Gibbó távozott, a zenekar három tagja maradt, és azóta Koppány látja el a menedzseri feladatokat.
Koncerteznek növekvő számban Szlovákiában, Magyarországon és Csehországban. Fellépéseik nagy része természetesen Magyarországon esedékes. Állandó szereplői a kisebb és nagyobb zenei fesztiváloknak. Önálló és más zenekarokkal páros turnékra is járnak.

### Lemezek
1999-ben megjelenik a Kettőre indulunk első igazi lemez, mely már magyarországi terjesztést is kap. Ebben az évben 16 állomásos turnén vesznek részt a Neck Sprain vendégeként.
2000-től minden évben rendszeresen van Rómeó Vérzik Tábor. A kilenc alkalommal megrendezett tábort minden évben átlagosan 900-1200 rajongó látogatja.
2002. január 22-én jelent meg az Életöröm című album.
2002. áprilisban Csiba Ricsi szólógitárosként csatlakozik. 2002 őszén a Pokolgép társaságában turnéznak.
2002-2003 között folyamatos koncertezéssel teszik ismertebbé magukat Magyarországon.
2004-ben 29 nap alatt készül el a 11 dalból álló Engedd Belém! album.
2005-ben megjelenik a zenekar első DVD-je 10 év Rock'n'Roll címmel, mely az Engedd belém lemezbemutató koncertjét, riportokat és interjúkat , valamint a zenekar addigi klipjeit tartalmazza. A DVD a Mahasz slágerlistáján a 3. helyet több hétig tartja.
2005-2007 között tovább koncerteztek Magyarországon, Szlovákiában és Csehországban, Magyarországon – önálló turnékat szerveztek, Győrtől egészen Debrecenig.
2007-ben megjelenik a Rock'n'Roll az Élet! album.
2008-ban megjelenik az Egybetépve dupla CD, mely az első két demó és a Kettőre indulunk újrakiadása.
2008-2009 között országos turnék Magyarországon, továbbá a három alkalommal fellépnek az Egyesült Királyságban, Londonban.
2010 márciusában Püke távozik a zenekarból. A korábbi kisegítő gitáros, Ermi (ex Dust n Bones, Jolly Roger) májustól teljes tagként vesz részt a zenekarban. Év végén jelenik meg a Hadd Égjen! című album.
2013 nyarán Ermi kiszáll a zenekarból. A zenekar felállása: Koppány – ének, basszusgitár, Ríkó – gitár, Sancho – dobok.
2013 őszén megjelenik A három című lemez, amely az eladott példányszámok alapján még a megjelenés évében aranylemez lesz.
2017 nyarán megjelenik a trió újabb nagylemeze Újratervezés címmel. Zeneileg és téma szempontjából is pozitív kritikák jelennek meg, sokak szerint ennek köze van a kiadó és zenei producer váltáshoz is. Közel áll az Engedd belém és Rock'n'Roll az élet című albumokhoz.
| Tagok Jelenlegi felállás Kovács Koppány – ének, basszusgitár Ríkó – gitár Sancho – dob Kálmán Ákos – gitár Egykori tagok Kovács László Püke Ermi | Diszkográfia Nagylemezek Kettőre indulunk (1999) Életöröm (2002) Engedd belém (2004) Rock'n'Roll az élet (2007) Egybetépve (2008) Hadd égjen! (2010) a három... (2013) Újratervezés (2017) Szűk a tér (2020) Koncertlemezek Jön egy új nap (2016) Válogatások 10 év Rock'n'Roll (2006) Tribute Tiéd, övé, miénk (A legjobb Rómeó Vérzik dalok felvidéki zenekarok előadásában) (2022) |